# Bureau de l'Université des Nations unies à Paris
 (octobre 2023).

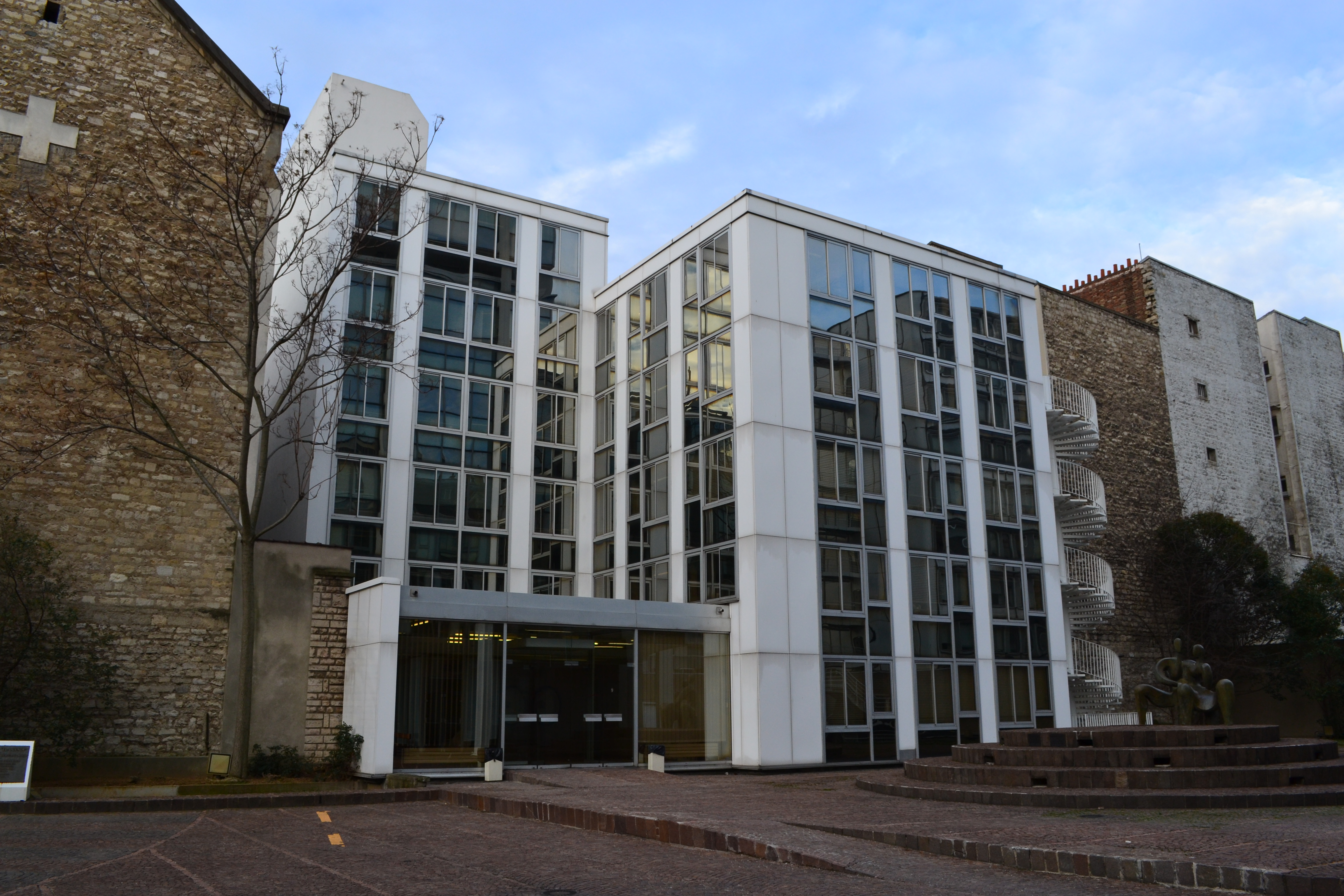
Bureau de l'Université des Nations unies à l'UNESCO.

Le Bureau de l'Université des Nations unies à l'UNESCO (UNU-OP) est un bureau installé au siège de l'UNESCO, au 1 rue Miollis dans le 15e arrondissement de Paris, pour servir d'interface entre l'Université des Nations unies (UNU), ses différents instituts, l'UNESCO et ses délégations permanentes. Le bureau de l'UNU à l'UNESCO noue également des contacts entre l'UNU et d'autres organisations internationales implantées à Paris et développe des liens avec le monde universitaire français.

## Fonctions
L'objectif du bureau de l'Université des Nations unies à l'UNESCO est de faire de l'UNU une partie prenante et un partenaire à part entière de l'UNESCO et du paysage diplomatique parisien. Le Bureau s'emploie par ailleurs à renforcer les coopérations déjà existantes et à étudier la possibilité d'éventuels nouveaux projets communs dans les domaines d'intérêt partagés par les différentes organisations.
En vertu de sa position au siège de l'UNESCO, une partie de sa mission consiste à accroître la visibilité de l'UNU en mettant en valeur ses travaux récents à l'UNESCO en vue d'encourager une collaboration mutuelle entre les deux institutions. À cet effet, le Bureau organise des manifestations publiques qui visent à présenter les activités de l'UNU. Le bureau représente aussi l'Université lors des réunions de l'UNESCO, comme les sessions du Conseil exécutif à l'automne et au printemps, la Conférence générale et d'autres conférences mondiales de grande ampleur ainsi que dans le cadre de réunions plus informelles.